# Phyllanthus cladanthus
Phyllanthus cladanthus là một loài thực vật thuộc họ Euphorbiaceae. Đây là loài đặc hữu của Jamaica.